# Cixerri
De Cixerri is een rivier op het Italiaanse eiland Sardinië. De rivier ontspringt bij de Monte Croccoriga, op 313 meter hoogte, in gemeente Iglesias, in de provincie Zuid-Sardinië. De rivier stroomt oostwaarts langs Villamassargia. Daarna stroomt de Cixerri verder de metropolitane stad Cagliari in. Nadat de Cixerri het Lago del Cixerri in- en uitstroomt, gaat de rivier verder langs Uta, waarna die uitmondt in de Stagno di Cagliari. Deze komt uiteindelijk uit in de Tyrreense Zee.